# تركي بن حميد
الأمير تركي بن صنهات بن حمد بن حميد الكريزي المقاطي العتيبي شيخ قبلي وفارس وشاعر. واسمه الحقيقي صيّال، غلب على اسمه لقب تركي، ورث تركي أباه صنهات في مشيخة المقطة من عتيبة وكان الأمير الخامس من أمراء أسرة آل حميد من عتيبة. ذكرت وثائق الحملات المصرية على الحجاز «هندي بن حميد» عم تركي كأحد شيوخ عتيبة سنة 1255هـ - 1839م، ولعل هندي بن حميد تولى المشيخة في الفترة بين مشيخة تركي وأبيه. كان أول ذكر لرئاسة آل حميد في مراجع التاريخ سنة 1217هـ عندما اشترك ابن حميد «دون تحديد الاسم» في وفد أرسله شريف مكة إلى الدرعية لمفاوضة الإمام عبد العزيز بن محمد آل سعود.

## نسبه
هو الشيخ تركي بن صنهات بن حمد بن حميد بن حمدان بن سعيفان بن عواص بن سعيد بن متعب بن محمد الفهاد بن ناهس بن منبه بن كريز بن مروّح من اللصة من عتيبة، بن ثابت بن سعد بن الحجاج بن كعب بن مسعود بن الأكوع بن عتيبة بن كعب بن هوازن بن صالح بن شباب بن عبد الرحمن بن الهيثم بن الحارث بن عبد الله بن شجنة بن جابر بن رزام بن ناصرة بن فصية بن نصر بن سعد بن بكر
آل حميد. وآل حميد أسرة مشيخة يرجعون إلى الكرزان من المقطة من برقا أحد جذمي قبيلة عتيبة العربية الهوازنية. وترجع جذور كرزان المقطة إلى الثبتة من قبيلة عتيبة. واسمه الحقيقي هو صيّال بن صنهات وتركي لقب غلب على اسمه الأصلي.

## مولده
ليس هناك تاريخ محدد لولادة تركي بن حميد كما هو الحال لمعظم البدو في ذلك الزمان ولكن بمعرفة أنه قتل سنة 1280هـ في معركة وهو على ظهر فرسه بمعنى أنه لم يصل لعمر الشيخوخة إضافة إلى أن مسحة الزهد في شعره تؤكد أنه لم يمت صغيراً فيبدو أنه توفي وقد ناهز الستين من عمره وبالتالي فهو من مواليد الربع الأول من القرن الثالث عشر أي بين أعوام 1210هـ 1225هـ وقد وضعت على الغلاف تاريخ المولد سنة 1215هـ ظناً ولاكن الراجع انه من مواليد 1220هـ حسب كتاب تاريخ الحمدة زعماء عتيبة ونسب وأعلام قبيلة المقطة الذي كان تحت اشراف محمد بن عمر بن حميد أحد احفاد تركي بن حميد.

## لمحات من حياته
ربما تكون المأثرة الكبرى لتركي بن حميد هي نقله لجزء كبير من قبيلة عتيبة إلى نجد من مواطنها الأصلية في الحجاز علماً بأن بعض عتيبة كان يتواجد في نجد وله ذكر في تواريخها قبل عصر تركي. كانت عتيبة إذا جاء الربيع نزلت في منطقة نجد بعد الاستئذان من محمد بن هادي بن قرملة الذي كان يرحب بهم ويكرم نزلهم ولكن ما حدث في إحدى السنوات أن عتيبة دخلت نجد قبل أن يأذن ابن هادي الذي رفض وطلب منهم العودة فذهب تركي بنفسه إلى ابن هادي للتباحث في الأمر، ولكنه لم يوفق في ذلك.
عندما عاد تركي إلى قومه جمع أعيانهم في مجلسه، وأنشد قصيدته الشهيرة: «نومك طرب» لتبدأ بعد ذلك سلسلة من المعارك بين الطرفين تخللتها قصائد متبادلة بين الشيخين الكبيرين ابن حميد وابن هادي ترسم صورة رائعة عن أخلاقيات الحرب لدى القبائل العربية حيث لا تخلو القصائد من مدح كل منهم للآخر وقبيلته.

## شاعريته
يعد الشيخ تركي بن حميد من شعراء الصف الأول في التراث النبطي كما ذكرنا آنفاً، ويلمح المتتبع لأشعاره الموجودة بحوزتنا سمات أسلوبية خاصة به، ويلحظ في شعر تركي بن حميد اهتمامه الخاص بالقيم الدينية وهذا راجع للوازع الديني العميق في نفسه والذي يدل عليه أداؤه لفريضة الحج أكثر من مرة.

## وفاته
لقي تركي بن حميد مصرعه سنة 1280هـ حين أغار على قبيلة مطير في وادي الجريب عند سناف الطراد على يد شخص من مطير يعاني من ضعف في العقل وعندما رآه تركي لم يبالي له واستغل الفرصة وطعن تركي في ساقه وتلوث جرحه وتوفي بعدها بايام. وقد وصف محمد العلي العبيد مقتل تركي بن حميد بمقتل بسطام بن قيس الشيباني

## عائلته
والد تركي هو صنهات بن حمد بن حميد واخوه هو علوش بن صنهات واخواته اربعه وهم:
- شرعا وكان يتعزى بها[20]
- خلدة
- دهلة
- حشرة

ابنائه:
- خالد وكان يكنى به[22]
- ضيف الله وكان يلقب بالعفار[23]
- عبيد ويلقب بالمعترض[24]
- ناصر
- مسلط وكان اصغرهم وتوفي وهو يتدرب بسبب تصادم خيله وهو بعمر 15سنة[25]

وامهم جميعا هي:
بيضاء بنت هندي بن حمد بن حميد

## المشيخة
تولى المشيخة بعد مقتل تركي بن حميد ابن عمّه سلطان بن هندي بن حميد وبعد وفاة سلطان تولى المشيخة عقاب بن شبنان سنة 1301هـ ثم خلفه محمد بن هندي بن حميد، ولد سنة 1261هـ والمتوفي سنة 1333هـ ثم سلطان الدين بن بجاد بن حميد.